# Israel Rodríguez
Israel Rodríguez (Madrid, España, 20 de marzo de 1982) es un actor y bailarín español.

## Vida privada
Desde 2008, mantuvo una relación sentimental con la actriz Úrsula Corberó que duró tres años. 
Estaba saliendo con la modelo, actriz y presentadora de televisión argentina Corina Randazzo desde 2014.
En 2019, comenzó una relación sentimental con la cómica Susi Caramelo, que finalizó a los pocos meses.

## Filmografía

### Cine
- Clandestinos. Dir. Antonio Hens. Protagonista:Xavi. 2007

- No digas nada. Personaje: Sergio. 2007

- Sprint especial de Juan Carlos Claver. Personaje: Roberto. 2005

- 5 escorpiones. 2005

- Tiempo de tormenta. Dir. Pedro Olea. Personaje: Chico 2002

- Piedras Dir. Ramón Salazar. Personaje: Camello. 2002

- En malas compañías. Dir. Antonio Hens. 2001

- Pasión adolescente (TV movie). TVE - Dir Joaquín  Llamas.  Personaje: Rafa. 2001

- Lena. Dir. Gonzalo Tapia. Personaje: Toño. 2001

- Y tú, ¿qué harías por amor?. Dir. Carlos Saura  Medrano.  Personaje: Santos. 2001.

- Cuando vuelvas a mi lado. Dir. Gracia Querejeta. Personaje: Santos. 1999

- Pajarico. Dir Carlos Saura. Personaje: Emilio. 1998

### Televisión
| Año               | Título                     | Cadena    | Personaje                 | Episodios     |
| ----------------- | -------------------------- | --------- | ------------------------- | ------------- |
| 1995              | Farmacia de guardia        | Antena 3  | Doble de Piña             | 1 episodio    |
| 1997 - 1998       | Al salir de clase          | Telecinco | Rafael "Rafa" García      | 171 episodios |
| 1999 - 2000; 2004 | El comisario               | Telecinco | Toto Moreno Hurtado       | 7 episodios   |
| 2000              | El grupo                   | Telecinco | Dani                      | 7 episodios   |
| 2000              | Hospital Central           | Telecinco | Amigo de Eloy             | 1 episodio    |
| 2000              | Periodistas                | Telecinco | Atracador                 | 1 episodio    |
| 2000              | Compañeros                 | Antena 3  | Lucas                     | 3 episodio    |
| 2000              | Raquel busca su sitio      | TVE       |                           | 1 episodio    |
| 2001              | ¡Ala... Dina!              | TVE       | Pizzero                   | 1 episodio    |
| 2001              | Robles, investigador       | TVE       | Javi                      | 1 episodio    |
| 2002 - 2003       | Javier ya no vive solo     | Telecinco | Rodrigo                   | 26 episodios  |
| 2004              | Casi perfectos             | Antena 3  | Quique                    | 1 episodio    |
| 2004              | Un paso adelante           | Antena 3  | Friki                     | 6 episodios   |
| 2006 - 2008       | Yo soy Bea                 | Telecinco | Jota López                | 276 episodios |
| 2006              | Mi querido Klikowsky       | Telecinco | Jota López                | 1 episodio    |
| 2009              | ¡A ver si llegoǃ           | Telecinco | Repartidor                | 1 episodio    |
| 2009              | Arrayán                    | Canal Sur | Daniel Rodríguez-Bofarull |               |
| 2010              | La pecera de Eva           | Telecinco |                           | 5 episodios   |
| 2010              | Física o química           | Antena 3  | Borja                     | 7 episodios   |
| 2012              | El secreto de Puente Viejo | Antena 3  | Antonio                   | 41 episodios  |
| 2018              | Yo quisiera                | Divinity  | Adolfo                    | 39 episodios  |
| 2022              | Servir y proteger          | TVE       | Carmelo Méndez            | 3 episodios   |
| 2022              | Desconocidas               | Canal Sur | Andy                      | ¿? episodios  |

### Teatro
- Los ochenta son nuestros. Dir. Antonio del Real 2011

- Tres actos desafiantes, de José Pascual.

- Las alegres comadres de Windsor, de Gustavo Tambadsio.

### Cortometrajes
- El Hijo 2007

- 5 Escorpiones 2005

- El despropósito.2004

- ¡Gol!. Dir. Daniel Sánchez Arévalo. Protagonista. 2002

- Mirar es un pecado. 2001

- En malas compañías de Antonio Hens. Protagonista.

## Premio
- Festival de Cortometrajes de Alcalá de Henares (2000)[2]
  - Mejor interpretación masculina por Malas compañías